# Aloe peyrierasii
Aloe peyrierasii é uma espécie de liliopsida do gênero Aloe, pertencente à família Asphodelaceae.